# Party. Życie gwiazd
Party. Życie gwiazd – dwutygodnik z kategorii people wydawany od 2007 roku przez Edipresse Polska w latach 2007-2022, a od 1 kwietnia 2022 roku przez Burda Media Polska. Magazyn poświęcony życiu polskich i zagranicznych gwiazd.  W październiku 2022 roku Grupa Burda Media Polska podjęła decyzję o zamknięciu drukowanej wersji dwutygodnika z końcem tego samego roku. 
Ma swój odpowiednik w Internecie – serwis Party.pl, którego premiera odbyła się w październiku 2015 roku. 